# Émile Pouytès
Émile Pouytès (Rius de Menerbés, 1 de juny del 1924 - Montredon de las Corbièras, 4 de març del 1976) era un vinyater i sindicalista occità, mort durant una manifestació vitícola el 1976.

## Biografia
Vinyater a Arquetas, Émile Pouytès participava en el moviment de protesta dels vinyaters que es va fer el 1976. El 4 de març, els vinyaters revoltats van decidir muntar una barricada al pont del ferrocarril de Montredon. L'ordre de reprimir-la va arribar de París, dictada pel prefecte de la regió, ja que a París consideraven que el prefecte de l'Aude era favorable als vinyaters. Joël Le Goff, comandant de les CRS, un cos de la policía de França, va morir també, a conseqüència del tret d'un caçador, i finalment va ser alliberat el 1981. A Émile Pouytès el van matar a 400 metres de la barricada, quan, segons sembla, s'ajupia sense que prengués part en la manifestació. La notícia de la seva mort va fer que la protesta s'aturés.